# Ralph Hill
Ralph Hill (Estados Unidos, 26 de diciembre de 1908-17 de octubre de 1994) fue un atleta estadounidense, especialista en la prueba de 1500 m en la que llegó a ser subcampeón olímpico en 1932.

## Carrera deportiva
En los JJ. OO. de Los Ángeles 1932 ganó la medalla de plata en los 1500 metros, con un tiempo de 14:30.0 segundos, llegando a meta tras el finlandés Lauri Lehtinen (oro con el mismo tiempo) y por delante de otro finlandés Lauri Virtanen (bronce).